# جامعة شريف هداية الله الإسلامية
جامعة شريف هداية الله الإسلامية (لغة إندونيسية:Universitas Islam Negeri (UIN) Syarif Hidayatullah Jakarta) هي جامعة حكومية إسلامية في جنوب تانغيرانغ جاكرتا بإندونيسيا.

## التاريخ
بدأ تاريخ تشكيل جامعة شريف هداية الله مع إنشاء المدرسة الثانوية الإسلامية (STI/Sekolah Tinggi Islam) في عام 1940، والتي تحولت لاحقًا إلى أكاديمية العلوم الدينية (ADIA/Akademi Dinas Ilmu Agama) في 1957-1960، ثم أصبحت جزءًا من كلية معهد الدولة الديني الإسلامي IAIN من 1960-1963، حتى حصولها على سلطة أوسع في 1963-2002، وتغيير اسمها إلى جامعة شريف هداية الله في 2002 حتى الآن ويتم الاحتفال بتأسيسها (1 يونيو 1957) باعتباره ذكرى إنشاء هذه الجامعة.

## الطلاب
أكثر من 25000 طالب وطالبة يدرسون في مختلف الكليات والمراكز التعليمية في الجامعة أغلب هؤلاء الطلاب هم من الإندونيسين. وكغيرها من الجامعات الإندونيسيا فانها تخدم ابراز وتنشيط التعليم في إندونيسيا وجعلها قبلة لطلبة العلم من جميع أنحاء العالم.